# Горно-Алтайськ
Го́рно-Алта́йськ (рос. Го́рно-Алта́йск; алт. Туулу Алтай) — місто в Сибіру, столиця Республіки Алтай.
Населення 64,5 тис. осіб (2024), територія — 91 км².
Місто розташоване в північно-західній частині республіки, і межує з територією МО «Маймінський район». Відстань від Горно-Алтайська до Москви — 3641 км, до найближчої залізничної станції Бійськ — 100 км. Ведеться проектування залізниці Бійськ — Горно-Алтайськ.
Горно-Алтайськ заснований в 1830 р. як населений пункт Улала, статус міста отримав в 1928 р. З 1932 по 1948 називався Ойрот-Тура.
Горно-Алтайськ розташовано в північно-західній частині Республіки Алтай у міжгірській улоговині висоті 270–305 м над рівнем моря, у місці злиття річок — Улалушки та Майми.
Основним пасажирським транспортом в Горно-Алтайську є автобуси і маршрутні таксі. Існуюча мережа регулярних пасажирських перевезень включає 31 маршрут міського та приміського сполучення.
Повітряне сполучення здійснюється через аеропорт «Горно-Алтайськ».

## Визначні пам'ятки
У Горно-Алтайські працюють Республіканський краєзнавчий музей імені А. В. Анохіна, драматичний театр, кінотеатр «Планета Кіно» (два кінозали в торговий-розважальному центрі «Марія-РА»), університет.
У місті розташована Улалінська стоянка стародавньої людини.

## Клімат
| Клімат Горно-Алтайськ (1981-2010) | Клімат Горно-Алтайськ (1981-2010) | Клімат Горно-Алтайськ (1981-2010) | Клімат Горно-Алтайськ (1981-2010) | Клімат Горно-Алтайськ (1981-2010) | Клімат Горно-Алтайськ (1981-2010) | Клімат Горно-Алтайськ (1981-2010) | Клімат Горно-Алтайськ (1981-2010) | Клімат Горно-Алтайськ (1981-2010) | Клімат Горно-Алтайськ (1981-2010) | Клімат Горно-Алтайськ (1981-2010) | Клімат Горно-Алтайськ (1981-2010) | Клімат Горно-Алтайськ (1981-2010) | Клімат Горно-Алтайськ (1981-2010) |
| Показник                          | Січ.                              | Лют.                              | Бер.                              | Квіт.                             | Трав.                             | Черв.                             | Лип.                              | Серп.                             | Вер.                              | Жовт.                             | Лист.                             | Груд.                             | Рік                               |
| Середній максимум, °C             | −9,2                              | −7,5                              | 0,0                               | 10,5                              | 19,7                              | 25,2                              | 26,8                              | 24,2                              | 18,6                              | 8,8                               | −1,4                              | −8                                | 9,0                               |
| Середня температура, °C           | −14,2                             | −13,3                             | −5,8                              | 4,5                               | 12,8                              | 18,5                              | 20,3                              | 17,8                              | 12,2                              | 3,9                               | −5,7                              | −12,6                             | 3,2                               |
| Середній мінімум, °C              | −19,1                             | −19,1                             | −11,5                             | −1,5                              | 5,9                               | 11,8                              | 13,9                              | 11,4                              | 5,8                               | −1                                | −10                               | −17,1                             | −2,5                              |
| Норма опадів, мм                  | 16                                | 16                                | 16                                | 29                                | 57                                | 62                                | 73                                | 67                                | 47                                | 41                                | 26                                | 22                                |                                   |
| --------------------------------- | --------------------------------- | --------------------------------- | --------------------------------- | --------------------------------- | --------------------------------- | --------------------------------- | --------------------------------- | --------------------------------- | --------------------------------- | --------------------------------- | --------------------------------- | --------------------------------- | --------------------------------- |

## Галерея

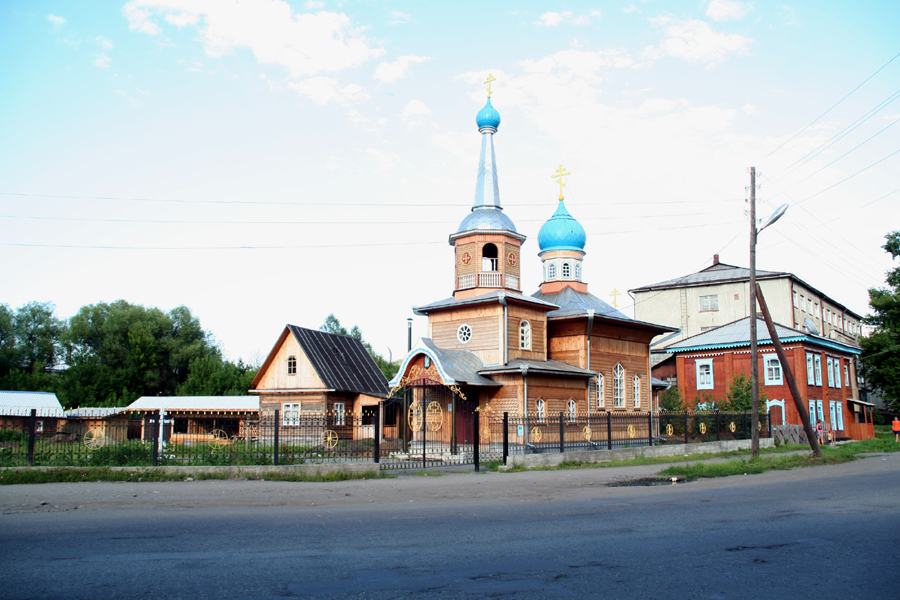
Храм
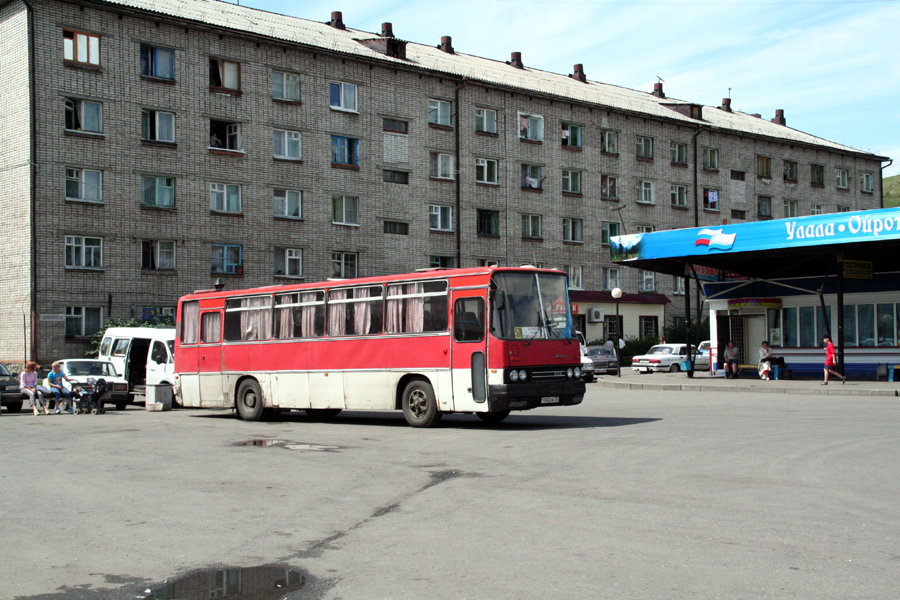
Автовокзал
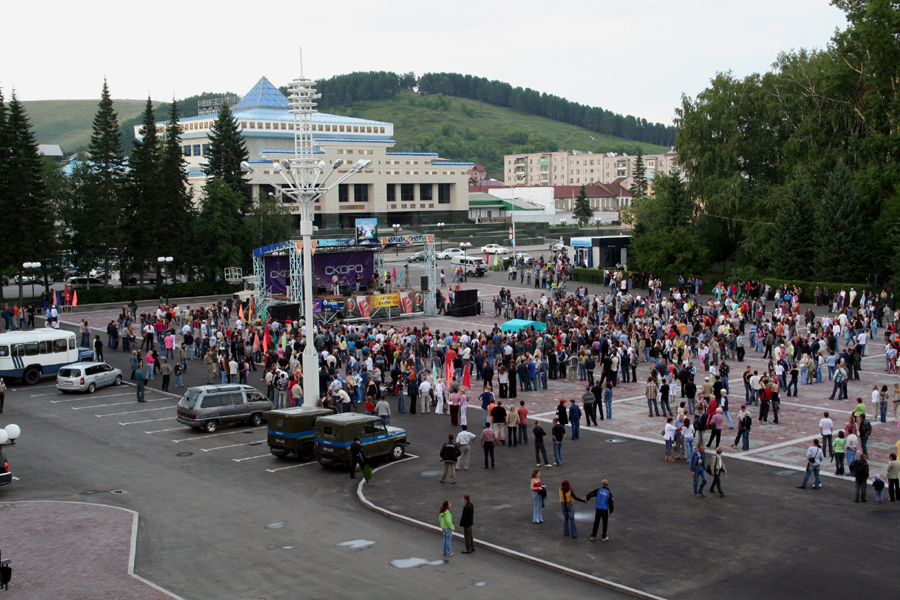
Святкування 250-річчя входження Алтаю до складу Росії в сквері у драмтеатру
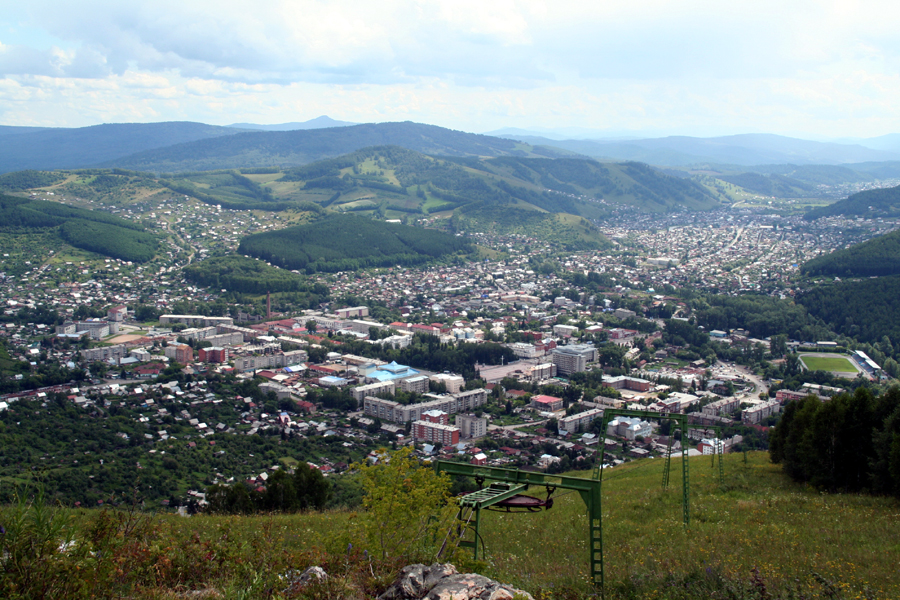
Панорама Горно-Алтайська

## Посиланяя
- Офіційний сайт адміністрації міста Горно-Алтайська [Архівовано 1 серпня 2008 у Wayback Machine.] (рос.)
- Горно-Алтайський державний університет [Архівовано 24 листопада 2020 у Wayback Machine.] (рос.)
- Листок — інформаційно-аналітичний тижневик Республіки Алтай